# Polme

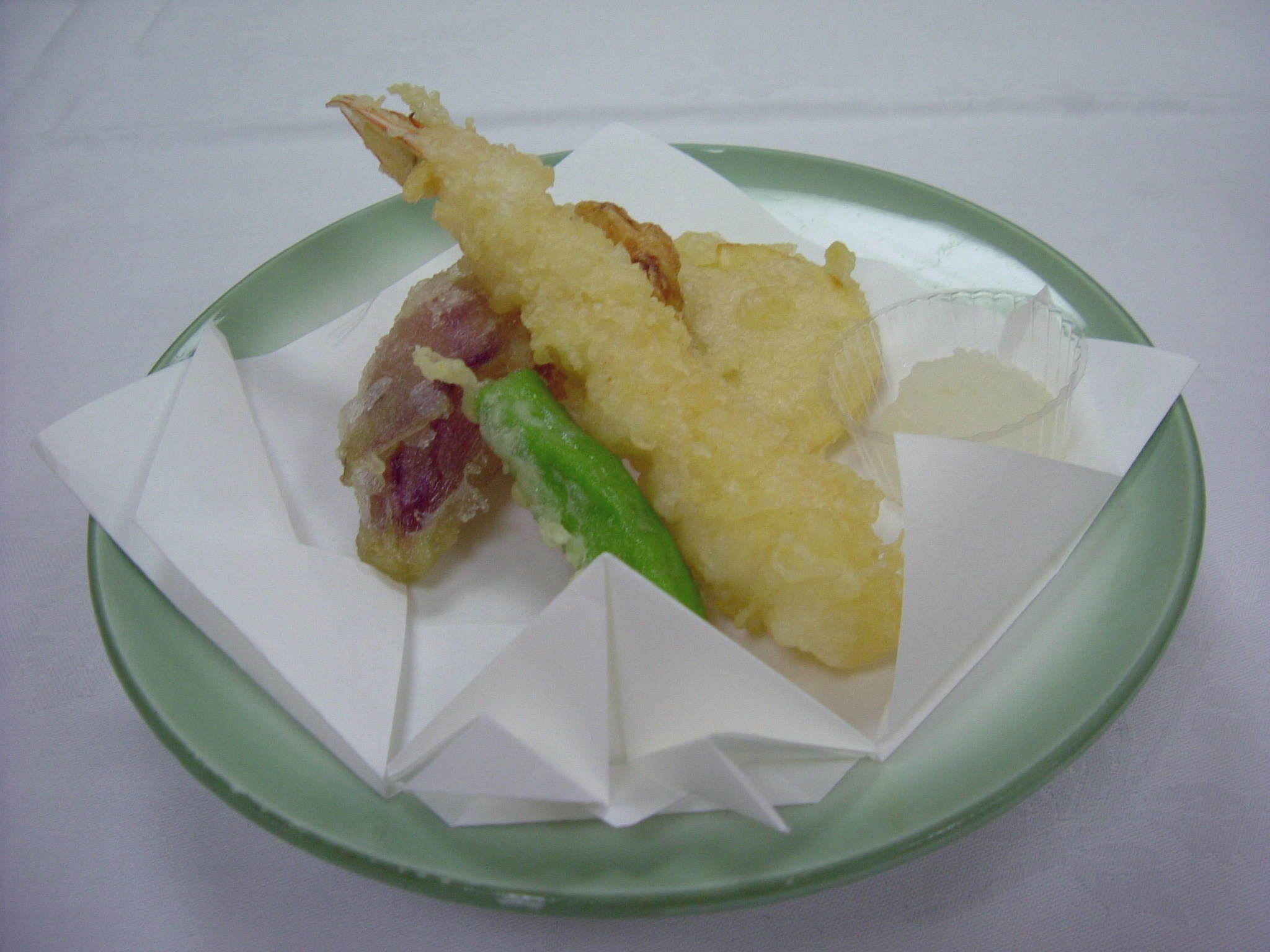
Polme fino no prato japonês de influência portuguesa Tempura.

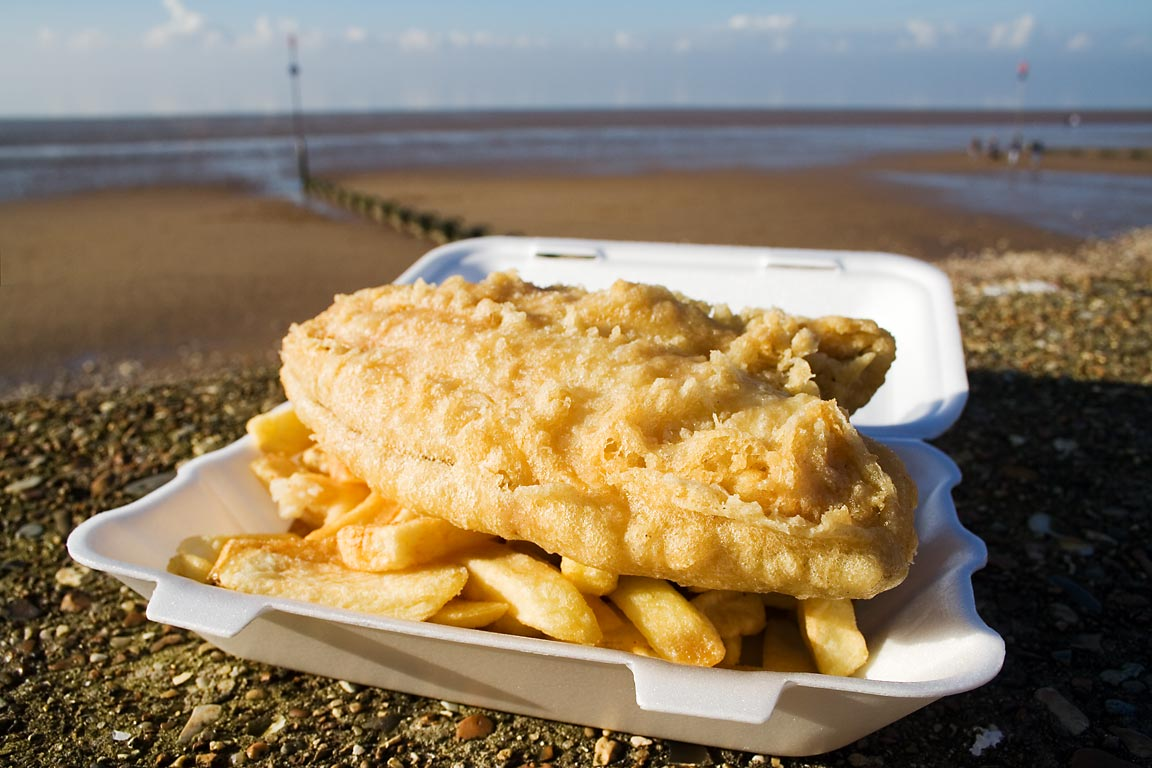
Peixe frito com polme espesso.

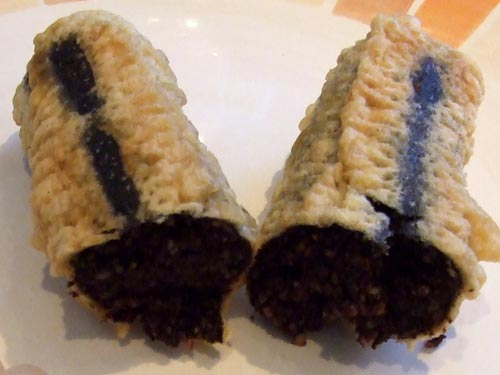
Morcela frita com polme, na Escócia.

Polme é uma preparação culinária utilizada na fritura de determinados alimentos. É uma massa de consistência mole, com a qual se envolvem os alimentos antes de os fritar.
Os seus ingredientes principais são a farinha de trigo, ovo e/ou água. A sua espessura pode variar, existindo polmes finos e polmes mais grossos, consoante a sua composição.
Pode ser utilizado, por exemplo, na preparação de peixe frito, pataniscas de bacalhau, peixinhos da horta ou tempura.
O seu nome deriva do vocábulo latino pulmentu, que significa polpa.
Pode também designar os preparados usados para confeccionar panquecas e crepes.